# Ритини
Ритини или Ретина (грч. Ρητίνη) је насељено место у општини Катерини у периферији Средишња Македонија, Грчка. Према попису из 2021. године било је 890 становника.
На попису из 1913. године Ритини је имао 965 житеља Грка.